# Yongxin

Lage von Yongxin (rot) im Verwaltungsgebiet von Ji’an (gelb) in Jiangxi

Yongxin (永新县,  Yǒngxīn Xiàn) ist ein Kreis, der zum Verwaltungsgebiet der bezirksfreien Stadt Ji’an in der chinesischen Provinz Jiangxi gehört. Er hat eine Fläche von 2.181 km² und zählt 475.580 Einwohner (Stand: Zensus 2010). Sein Hauptort ist die Großgemeinde Hechuan (禾川镇).
Die ehemalige Stätte des Provinzparteikomitees von Hunan und Jiangxi (Xiang Gan sheng-wei jiguan jiuzhi 湘赣省委机关旧址) der Jahre 1931 bis 1934 steht seit 1996 auf der Liste der Denkmäler der Volksrepublik China (4-234).